# Strohblumenmuster

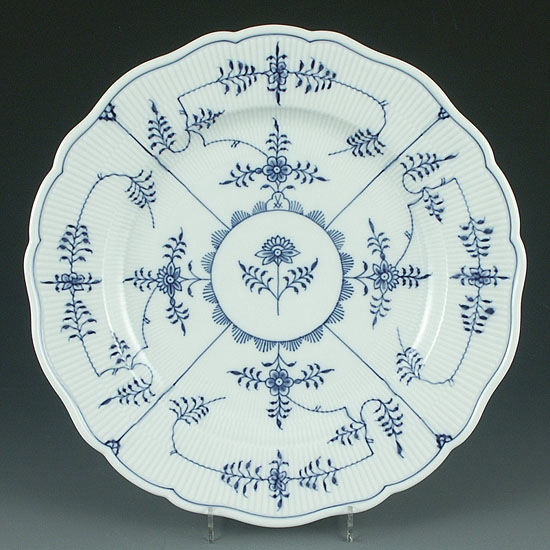
Teller mit Strohblumenmuster (Meißen)

Das Strohblumenmuster ist ein weit verbreitetes Unterglasurdekor. Durch seine Anpassungsfähigkeit erfreut es sich seit seiner Erfindung 1740 großer Beliebtheit. Viele Varianten des Dekors finden sich auf Steingut und Porzellan. Unter diesem Oberbegriff sind weitere Bezeichnungen erfasst: Blau Modell, Sächsisches Blau Modell, Ilmenauer Strohblumenmuster, Strohblume, Strohmodell, Strohmuster, Thüringer Strohmuster, Strohhalmdekor, Halmdekor, Berliner Blaumodell, Bürgerliches Zwiebelmuster, Sachsmuster, Blau Saks, Indisch Blau, Friesisch Blau, Friesenmuster, Bergisch Blau, Knoblauchmuster, Petersilienmuster, Blau-Weiss.

## Geschichte
Das Strohblumenmuster wurde von der Porzellanmanufaktur Meissen entwickelt. Vorbilder des europäischen Porzellans waren anfangs Importe aus China und Japan. Von dort sind sie über die Ostindische Compagnie nach Europa gekommen. Die in europäischen Augen zunächst fremden Blumen aus dem östlichen Teil von Indien wurden als indianische Blumen bezeichnet, ein Hinweis auf die später genutzte Bezeichnung Indisch Blau. Die Maler der Manufaktur Meissen kopierten anfangs die Originale, fanden aber schon bald einen an diesen Stil angelehnten Dekor, das bekannte Zwiebelmuster. Das Zwiebelmuster erschien zunächst als „ordinäres Blau“ in den Katalogen der Meissener Manufaktur. Erst um 1860 entschloss man sich dort, der im Volksmund verbreiteten Bezeichnung „Zwiebelmuster“ nachzugeben. Etwa gleichzeitig mit dem verbreiteten Zwiebelmuster wurde um 1740 unter Verwendung ostasiatischer Vorbilder in Meißen das Strohblumenmuster entworfen, das von Beginn an als „Strohmodell“ bezeichnet wurde. Dieser Dekor wurde vorwiegend auf die „gerippt“, später „gebrochener Stab“ (engl.: ribbed pattern) genannte Form aufgebracht. Die sichtbare Oberfläche jener Porzellanstücke war gleichmäßig gerippt, aber die Rippen wurden in gleichmäßigen Abständen unterbrochen und etwas versetzt weitergeführt. Diese gerippte Oberfläche ähnelt einem Bündel aus Getreidehalmen (Garbe (Landwirtschaft)).

## Die blaue Farbe
Kobaltblau wurde bereits früh in Persien zur Dekoration von Tonwaren genutzt, in China wurde es ab der Zeit der Tang-Dynastie (618–906 n. Chr.) in keramischen Glasuren verwendet. Die asiatischen Vorbilder waren jedoch aus einem weicheren Material, das bei niedrigeren Temperaturen bearbeitet werden konnte. August der Starke forderte daher die Porzellan-Manufaktur Meissen um 1715 auf, ihm endlich Porzellan mit „Rohadabläh“ zu machen. Eine Erklärung des Wortes aus der Zeit vor der Rechtschreibung, in der man schrieb, was man sprach, wäre roi de bleu, königsblau, sächsisch gesprochen. Die Schwierigkeit, die königliche Forderung zu erfüllen, war zunächst eine blaue Farbe zu finden, die den hohen Brenntemperaturen standhielt. Die Anzahl der Unterglasurfarben ist jedoch viel geringer als die der Aufglasurfarben, weil nur wenige Farbstoffe – allesamt Metalloxide – die sehr hohen Temperaturen (1300–1410 °C) des Glattbrandes bestehen. Im 18. Jahrhundert war daher nur Kobaltblau als Unterglasurfarbe bekannt.

## Das Muster
Die Hauptblumen des Dekors waren ursprünglich eine Päonie (Pfingstrose), eine Chrysantheme und eine Lotosblüte. Bemalte Untertassen und Tassen weisen daher manchmal eine Einteilung in drei Felder der zu bemalenden Oberfläche auf, damit jede Hauptblume gesondert in einem Feld dargestellt werden konnte. Meist gibt es jedoch nur zwei verschiedene Blüten. Weitere Gestaltungselemente des Dekors sind Ranken, Grasbüschel, Schuppen und Palmwedel.
In jedem Feld windet sich eine aus einem Grasbüschel kommende, gebogene Ranke zunächst nach links. Aus dieser zweigt eine weitere gebogene Ranke im Uhrzeigersinn, zunächst nach oben und dann nach rechts um eine zentrale Blüte (Hauptblume), die ebenfalls durch eine Ranke mit dem gleichen Grasbüschel verbunden ist. An der höchsten Stelle der gebogenen Ranke befinden sich eine kleine Blüte (Zenitblume) und weitere Verzweigungen mit Blättern. Diese Blätter sahen ursprünglich wie Palmwedel aus. Durch die Modernisierung des Dekors wurden die Palmwedel stilisiert und später nur noch mit Strichen und Punkten (Palmetten) dargestellt. Jede Ecke eines Dekorfeldes schließt am Tellerrand mit einem Körbchen oder Schuppen und zur Mitte des Tellers mit einem Grasbüschel ab. Eine solche Mustereinheit wird durch einteilende Striche von den anderen getrennt. Im Spiegel, der Mitte eines Tellers, befindet sich zudem eine weitere große Blüte (Zentrumsblume).
Bei größeren Tellern, Platten, Schüsseln gibt es vier Felder, die an einen inneren Kreis oder Oval und einen äußeren Rand grenzen. Diese klar aufgeteilten Felder vereinfachen das Übertragen des Dekors auf gebogene Flächen wie Tassen und Kannen. Die klassische Vierteilung des Musters wird verlassen, wenn es sich um sehr große oder besonders kleine Objekte handelt. Außerdem gibt es sehr ähnliche Dekore und „Spardekore“, die zum Export bestimmt waren. Hier wurden nur drei statt vier Felder bemalt.

## Verbreitung

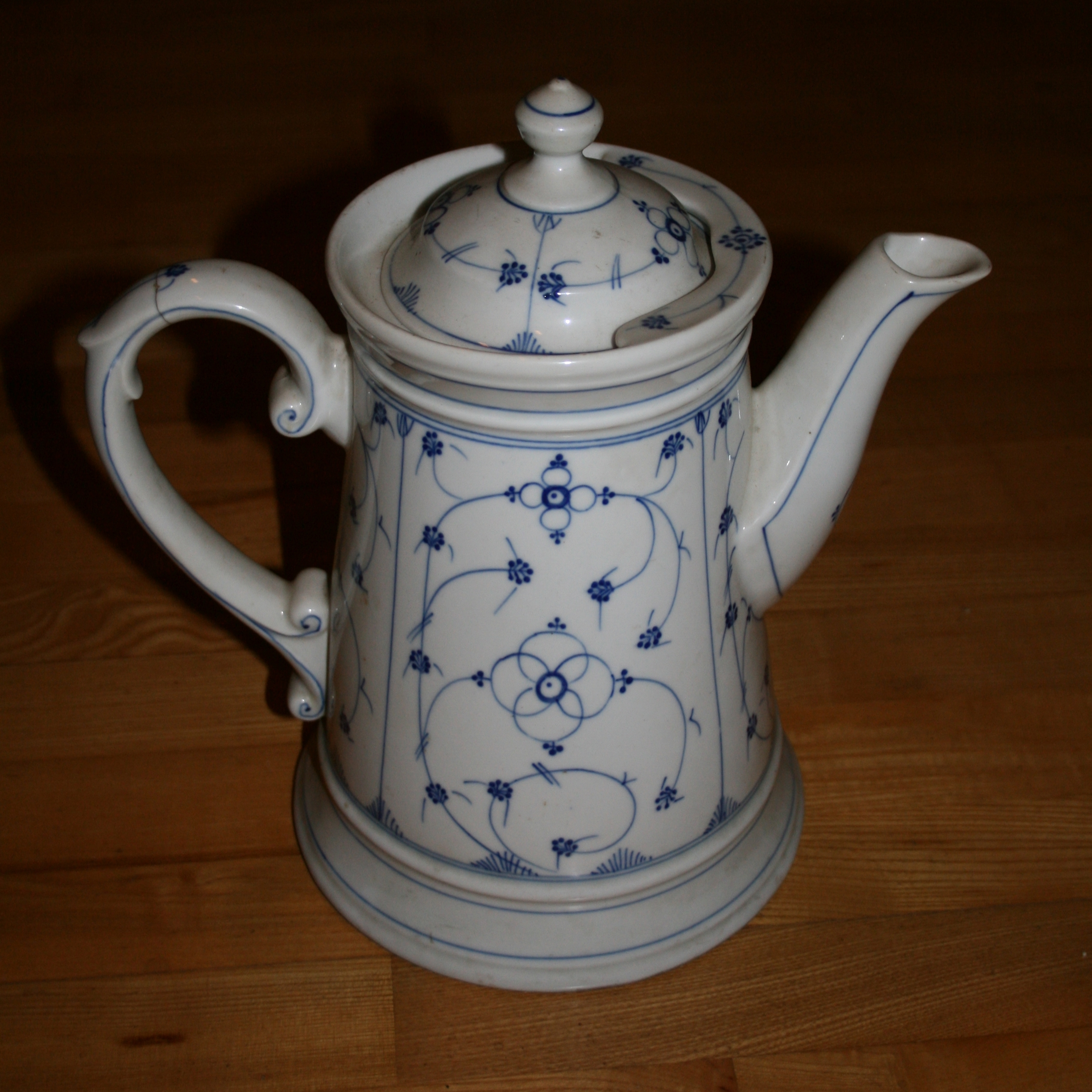
Kaffeekanne Form C, neukonisch, mit Strohhalmdekor (Stadtlengsfeld)

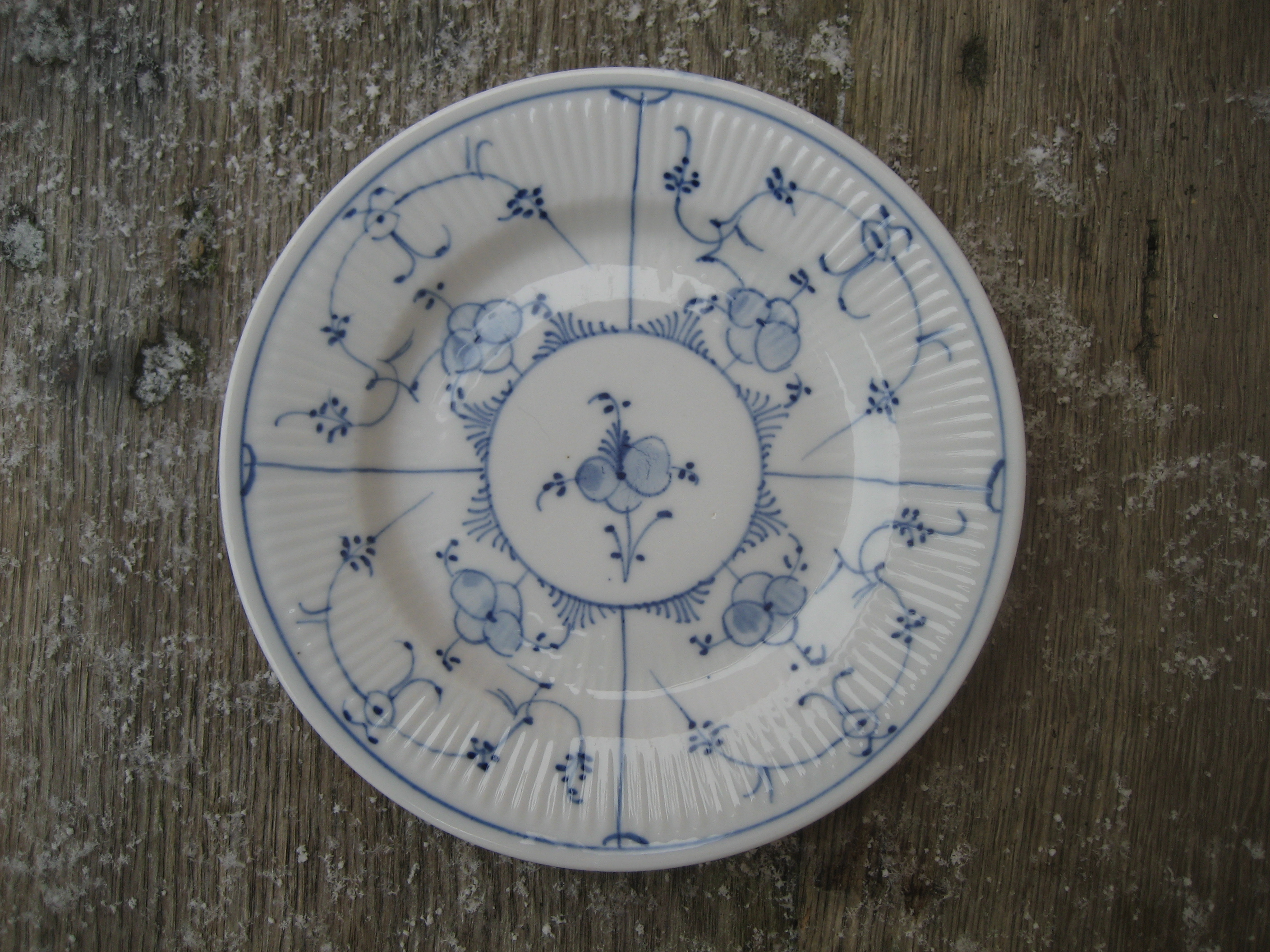
Teller mit Blau-Modell (Rauenstein)

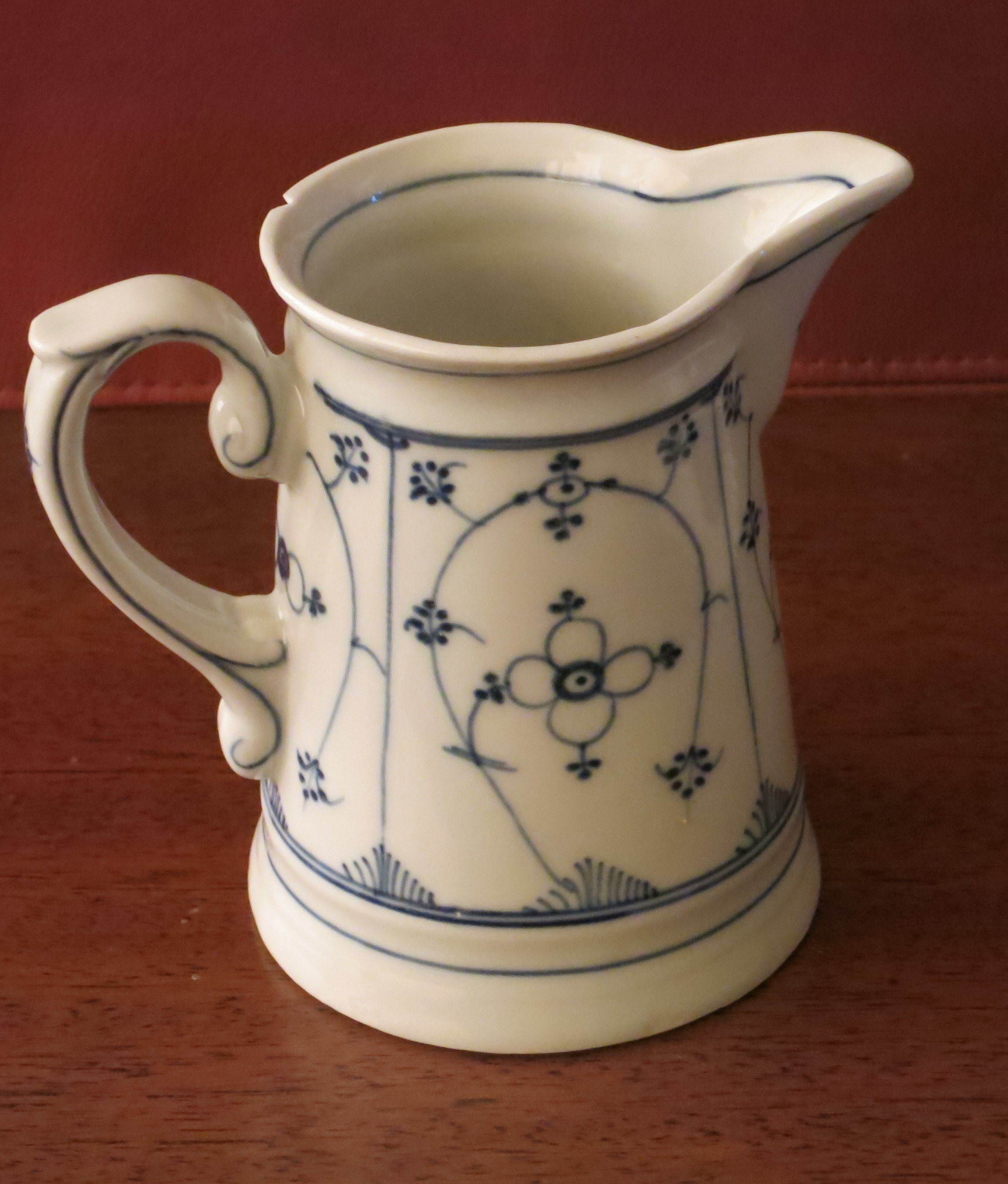
Milchgießer mit Berliner Blau-Modell (Rauenstein)

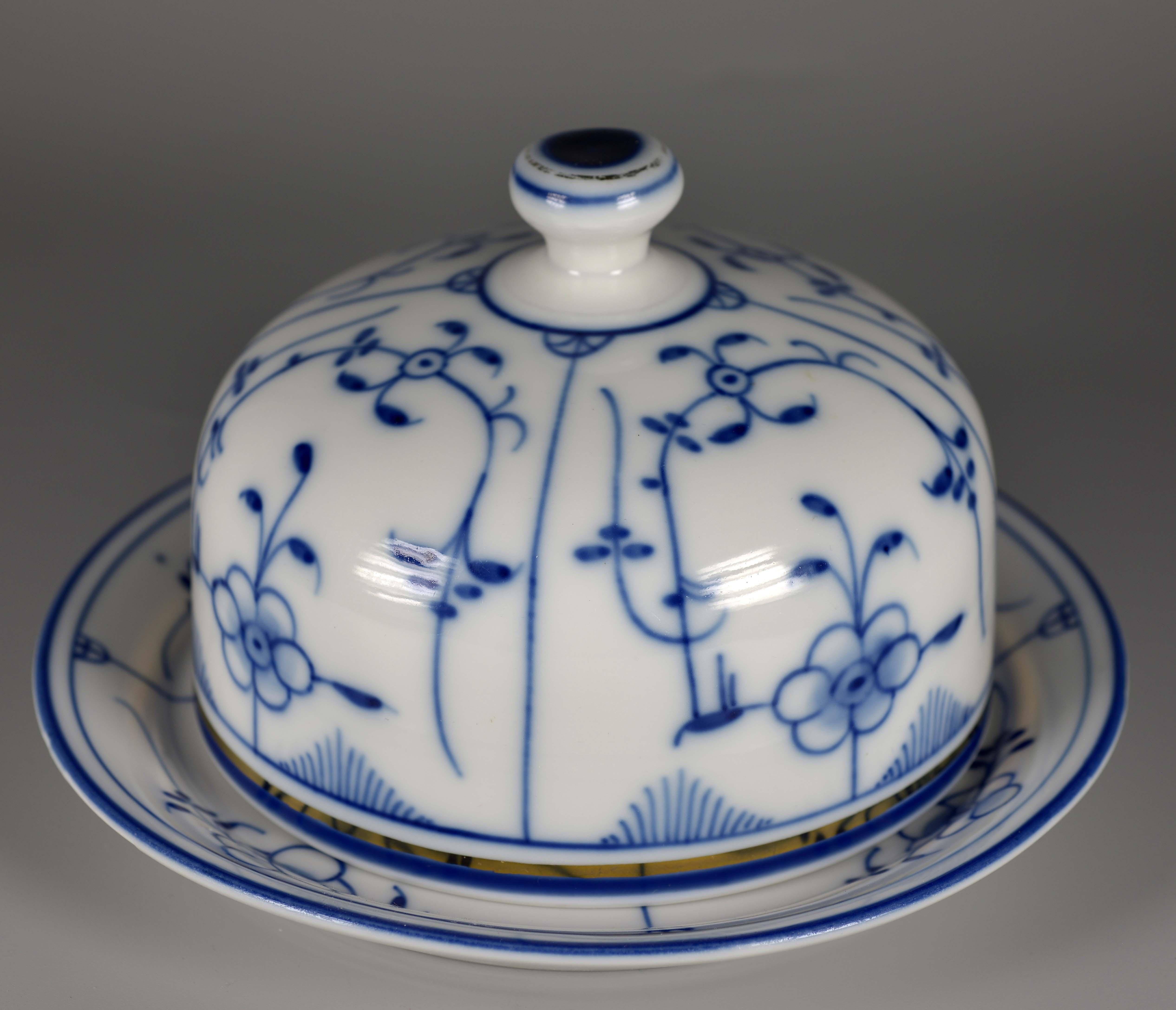
Butterdose, Gebrüder Schoenau, Hüttensteinach, Handmalerei um 1920

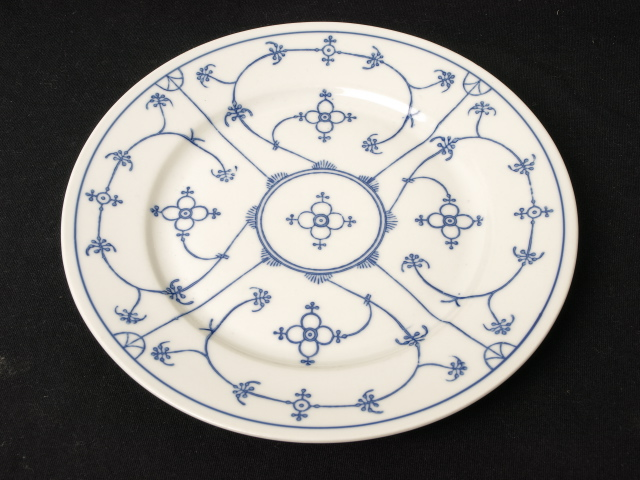
Teller mit bedrucktem Dekor: Indisch Blau (Winterling)

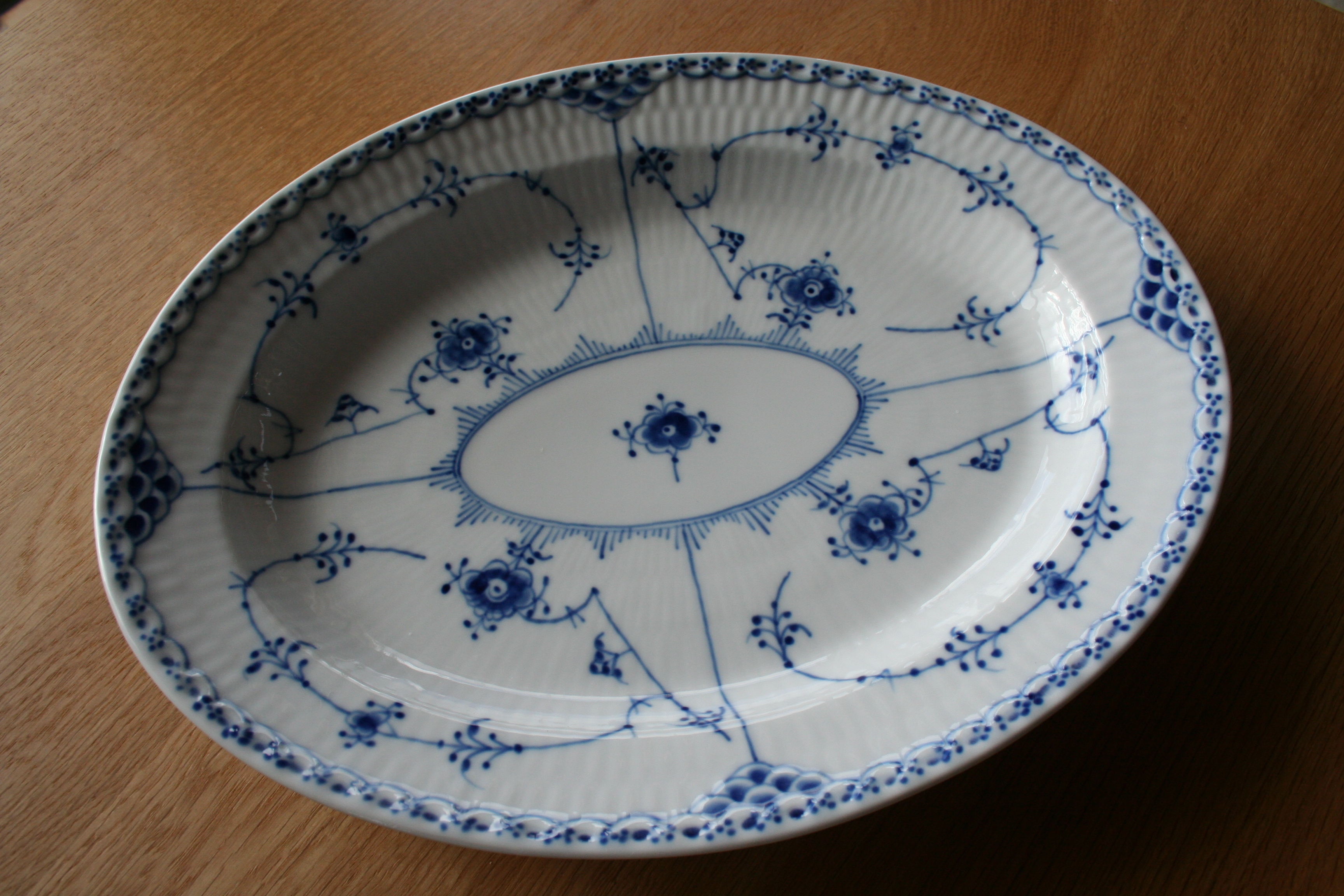
Platte mit handgemaltem Dekor Musselmalet (Royal Copenhagen)

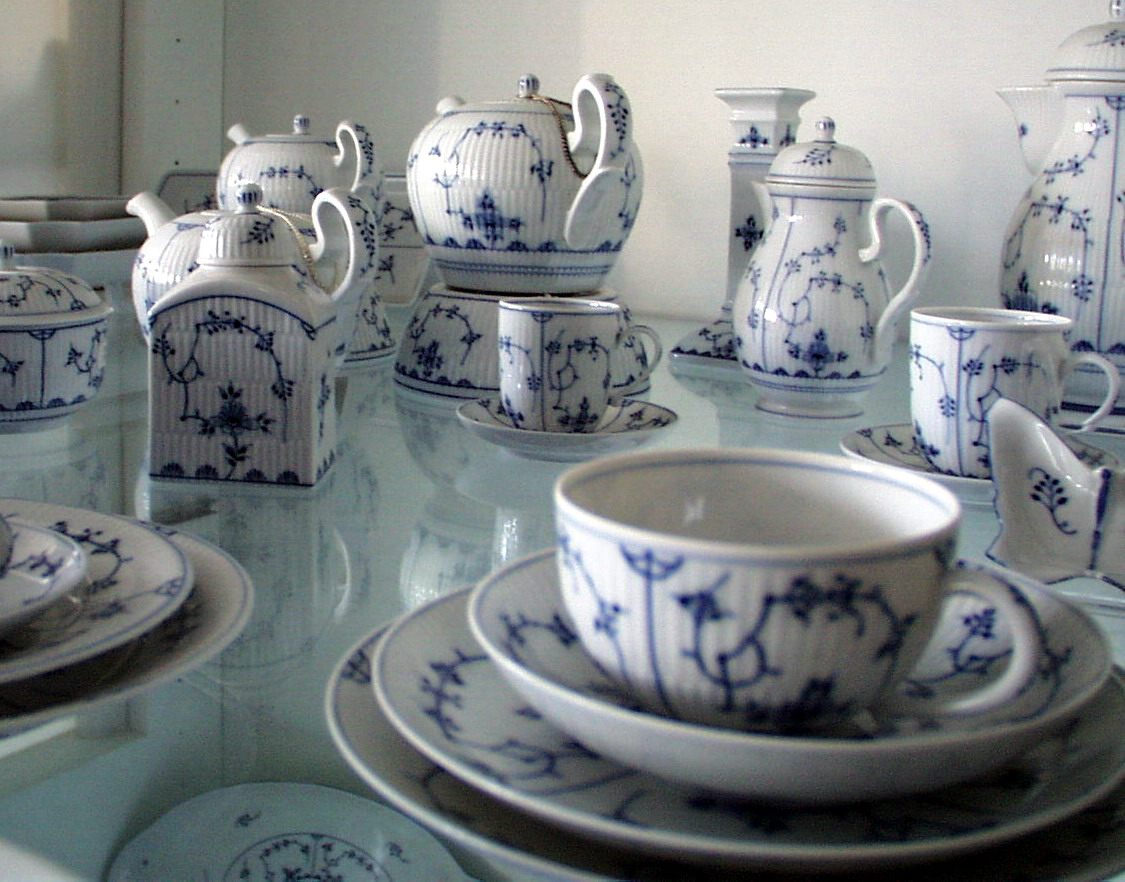
Dekor Blau Dresmer (Wallendorf)

Das Strohblumenmuster wurde seither von einer Vielzahl von Fabriken übernommen. Das Meissener Strohmodell war zwar nicht ganz so beliebt wie das Zwiebelmuster, war aber verbreiteter als alle anderen Blaumuster. Das war ein Anreiz besonders für die thüringischen Porzellanfabriken, diesen Dekor ebenfalls nachzuahmen, ebenfalls auf gerippten Stücken. Jede Manufaktur veränderte das in Meissen erdachte Muster, variierte es, ohne sich dabei allzu weit vom Original zu entfernen.
Die erste Art der Dekorierung war die mit dem Pinsel. Auf den vorgebrannten Porzellanscherben, die saugfähig, wie etwa ein Tonblumentopf waren, wurde dabei mit einer kobalthaltigen Farbe gemalt. Jeder Pinselstrich war bleibend und ließ sich nicht rückgängig machen. Dennoch waren die Blaumaler in der Hierarchie der Maler im Ansehen unten angesiedelt. Malten sie doch im Gegensatz zu den übrigen Porzellanmalern nur mit einer Farbe. Das unterglasurblaue Dekor konnte jedoch nach dem Glasurbrand mit roter Aufglasurfarbe und zusätzlichen Goldstaffagen „gehöht“ (aufgewertet) werden.
Die Konkurrenz untereinander zwang jedoch, ständig billiger zu produzieren. So wurde die Malerei immer einfacher bis zu einer Minimalfassung, die nur noch aus geschwungenen Linien und angedeuteten Blüten und Blättern bestand. In der Manufaktur Ilmenau veränderte man das schon stark vereinfachte Original zu einem neuen Design. Aus Blüten und Ranken wurden Kreise und Kreissegmente. Die Blüten blieben unausgefüllt weiß. Das verringerte den Malaufwand, die Anzahl der Pinselansätze und Werkzeugwechsel. Das neue Design wurde neben vielen anderen Bezeichnungen auch „Stohhalmdekor“ genannt. Um sich in der Vielfalt der Bezeichnungen klar abzugrenzen, kam später die Bezeichnung „ausgetuschtes Strohblumenmuster“ auf. Bei diesem werden die Blätter, der Hauptblumen und Zentrumsblume, mit verdünnter, blauer Farbe ausgemalt. In den Verkaufskatalogen (Preiscourant) der Porzellanmanufaktur Rauenstein hatte das ausgetuschte Strohblumenmuster die Bezeichnung „Blau Modell“. Die Porzellanmanufaktur Rauenstein verwendete zudem für den von ihr hergestellten Strohhalmdekor um 1906 den Begriff: Berliner Blau-Modell (Strohhalmdekor).

Teller aus Steingut mit Sachsmuster (Villeroy & Boch, Dresden)

Die Art der Bemalung trägt viele Namen und ist schon lange über die Grenzen des Landes und des Kontinents zu einer weltweiten Bekanntheit gelangt. Um die Dekore voneinander zu unterscheiden, spricht man in Ergänzung zum bekannten Zwiebelmuster jedenfalls in Berlin von einem „Petersilienmuster“ (Strohhalmdekor) und einem „Knoblauchmuster“ (Blau-Modell). Die Steingutfabrik Villeroy & Boch in Dresden-Neustadt bezeichnet ihre Variante des Strohblumenmusters 1906 als „Sachsmuster“ (SAXONY).
Ältere Begriffe bezeichnen einen handgemalten Dekor
- Strohmodell (Meissen),
- Thüringer Strohmuster (Porzellanfabrik Tettau),
- Ilmenauer Strohblumenmuster (Porzellanfabrik Ilmenau),
- Blau Modell (Porzellanfabrik Rauenstein),
- Musselmalet (Royal Copenhagen),
- Indian Blue (Porzellanfabrik Victoria).

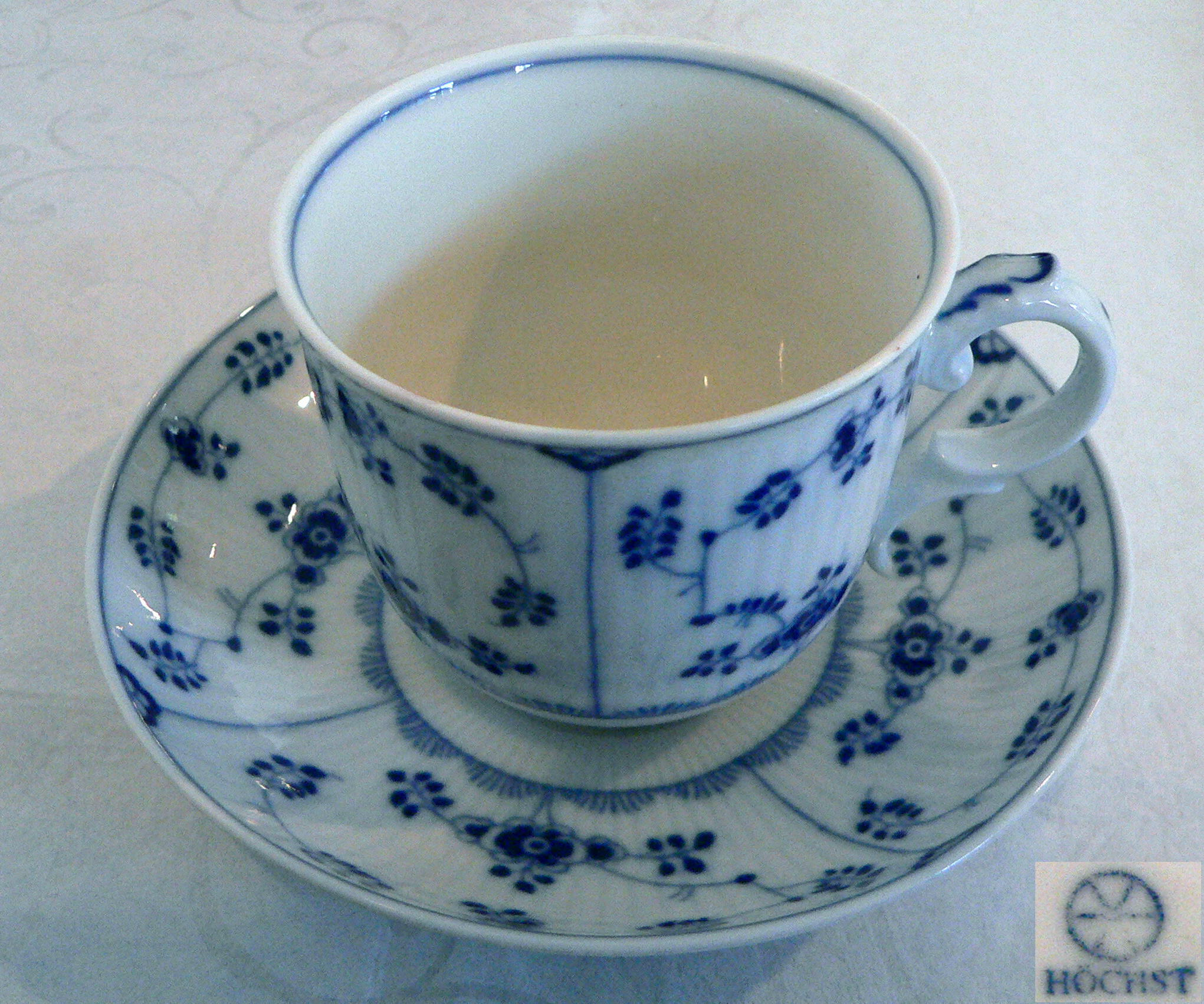
Tasse mit Dekor Amalienburg (Hoechst)

In Großbritannien heißt der Dekor „Immortelle“. Im Dänischen spricht man von „Musselmalet“. Der Begriff ist dort wahrscheinlich auf die häufig gerippte Oberfläche (gebrochener Stab) des bemalten Porzellans zurückzuführen. Sie erinnert an die Schale einer Kammmuschel. Das Strohblumenmuster heißt auf Französisch bleu cannelé. Seit 1775 wird Strohblumenmuster noch in reiner Handarbeit in der Königlichen Porzellanfabrik in Kopenhagen (Royal Copenhagen) hergestellt. Von dort entwickelte es sich seit dem Beginn der Produktion dieses Dekors in den späten siebziger Jahren des 18. Jahrhunderts zu einem beliebten und in viele Länder exportierten Artikel. Die international verwendete Bezeichnung lautet blue fluted. Strohblumenmuster wird wieder in der Meißener Porzellanmanufaktur von Hand gemalt hergestellt.
In Manufakturen und Fabriken, die das Muster nach Meissener Porzellan ebenfalls herstellten, wurden später auch andere Techniken eingesetzt. Teile des Musters wurden mit einem Gummistempel aufgebracht und dann mit handgemalten Linien komplettiert. Um 1900 wurde es möglich, das Muster im Kupfertiefdruck auf eine Trägerfolie zu bringen, von der man es auf das Geschirr überträgt. Zum Übertragen verwendete man Stanniol- oder dünne Kupferblechschablonen, welche von den Unterglasurmalern selbst ausgeschnitten wurden. Für diese Arbeit des Schablonierens wurde die Farbe, ebenso aufbereitet wie zur Unterglasurmalerei, mit besonders dazu passenden Pinseln über die Schablonen, welche natürlich ganz eng anliegen müssen, hinweg gestrichen. Jeder Schritt der Rationalisierung führte zu einer Vereinheitlichung des Produkts. Die Individualität des Geschirrteils ist mit der Einführung der reproduzierbaren Industrieprodukte verschwunden. Dafür war das gleichbleibende massenhafte Erzeugen möglich. Der damit einhergehende Preisverfall machte Porzellan für alle Kreise der Bevölkerung erschwinglich, was dazu führte, dass Porzellan mit diesem Dekor in fast jedem Haushalt anzutreffen war. Der Verband Deutscher Porzellangeschirrfabriken wehrte sich gegen den Preisverfall. Am 25. Januar 1900 gründeten deutsche Porzellan-Fabrikanten daher die Vereinigung Deutscher Porzellanfabriken zur Hebung der Porzellan-Industrie GmbH (VDP). Bereits 1910 heißt es jedoch in der Keramischen Rundschau:„.., auch das indische Strohmuster hat sich gut eingeführt. Selten werden diese und ähnliche Dekore noch frei mit der Hand gemalt, sondern sie werden meist gedruckt oder aufschabloniert.“ In dem Buch: Die Porzellanfabrik Moschendorf, findet sich auf den Seiten 66–68, eine Beschreibung mit Abbildungen, wie das Aufbringen des Strohhalmdekors mittels Schablone erfolgte.
Verbunden mit der Art und Weise der Dekorierung, von reiner Handbemalung bis zum Druck, ist daher der Wert des jeweiligen Porzellans verschieden.
Unter folgenden Namen handelt es sich z. B. um aufgedruckte Dekore:
- Amalienburg (Heinrich Porzellan, Porzellan-Manufaktur Hoechst),
- Dresmer Blau (Porzellan-Manufaktur Wallendorf),
- Indisch Blau (Porzellanfabrik Winterling, Porzellanfabrik Bareuther),
- Blau Saks (Porzellanfabrik Wilhelm Jäger, Porzellanfabrik Kahla).

Die Zahl der Hersteller, welche eine Variante des Strohblumenmusters erzeugten, überschreitet bei weitem die hier aufgeführte Anzahl der Porzellanhersteller. Allein 99 Porzellanhersteller stellten das Ilmenauer Strohblumenmuster her. Inzwischen sind 189 Firmen namentlich bekannt, die eine Variante des Strohblumenmusters oder eine ihrer Abwandlungen (z. B. Indisch Blau) hergestellt haben.
Küchengeräte, wie Vorratsdosen, wurden häufig mit einer Schauseite bemalt, während die Rückseite weiß blieb. Kinder- und Puppengeschirr wurde selten vollständig dekoriert. Aber nicht nur auf keramischen Erzeugnissen findet sich das Dekor. Metallverarbeitende Unternehmen brachten um 1900 eine weitere Variante des Musters auf Blechwaren. Bekannt sind emaillierte Löffelbleche, Suppenkellen, Bräter, Haushaltswaagen (Krups-Ideal), Wasserkessel, Tee-, Kaffee- und Petroleumkannen. Auf alten, belgischen und französischen Kohleherden für die Küche, wie die, der Firma Languillier, aus Charleville, finden sich mit Strohhalmdekor bedruckte Kacheln. Diese transportablen Kochherde haben eine Kachelverkleidung. Vorne und an den beiden Seiten, sind diese Stangenherde mit kleinen (8,5 × 8,5 cm), meist dekorierten Steingut-Kacheln verkleidet. In der Mitte einer jeden Kachel befindet sich ein Loch für eine Senkkopfschraube, durch die jede Kachel am Herd angeschraubt wird. Hergestellt wurden solche Steingut-Kacheln, z. B. von der Porzellan- und Fayence-Fabrik Fritz Pfeffer in Gotha.
Seit dem 20. Jahrhundert wird das Muster auch auf Tischdecken, Servietten, Tischsets (Platzdecke), Briefpapier, Blechdosen, Tüchern und Vorhängen eingesetzt. Außerdem findet man dieses Muster seit den 1970er Jahren, auf Abdeckplatten für die einzelnen Kochplatten eines Elektroherdes mit vier Kochplatten, emaillierten Kochtöpfen, Wasserkesseln, elektrischen Toastern und Warmhalteplatten (Petra). Bekannt sind auch Wandkaffeemühlen (Zassenhaus), Tortenplatten aus lackiertem Blech, mit einer auf der Rückseite bedruckten Glasfläche, sowie lackierte Plastiktabletts (Made for Jäger), mit diesem Muster.
Porzellan mit Strohblumenmuster wird seit über zweihundert Jahren gesammelt und ist weltweit bekannt. Im Unterschied zu vielen anderen Dekoren ist es als tägliches Gebrauchsgeschirr mit den Erzeugnissen vieler unterschiedlicher Porzellanhersteller, die das gleiche Muster verwendet haben, kombinierbar. Es ist, insbesondere bei einer friesischen und bergischen Kaffeetafel, fester Bestandteil deutscher Esskultur.

### Strohblumenmuster
Das eigentliche Strohblumenmuster wurde unter diesem Namen von den folgend genannten Unternehmen genutzt.
- Porzellanmanufaktur Meissen
- Porzellanmanufaktur Volkstedt
- Porzellanmanufaktur Rudolstadt
- Porzellanmanufaktur Limbach
- Porzellan-Manufaktur Ludwigsburg
- Porzellanwerk Hermann Ohme[11]
- Porzellanmanufaktur Hoechst
- Porzellanmanufaktur Frankenthal
- Königliche Porzellanmanufaktur Berlin
- Königliche Porzellanmanufaktur Copenhagen
- Porzellanfabrik Bing & Grøndahl
- Porzellanmanufaktur Tournai

### Ilmenauer Strohblumenmuster
Seit 1785 stellte die Ilmenauer Porzellanfabrik (gegründet 1777) Strohblumenmuster mit einer vereinfachten Malerei her, das man als „Ilmenauer Strohblumenmuster“ oder phantasievoll als „Ilmenauer Zwiebelmuster“ anbot. Fabriken in Volkstedt (gegründet 1762), Wallendorf (gegründet 1764), Großbreitenbach (gegründet 1778), Gera (gegründet 1779) und Rauenstein (gegründet 1783) folgten.

### Blau Modell
Mit diesem Namen wurden die Produkte mit den gleichen und verwandten Mustern folgender Unternehmen angeboten und gehandelt.
- Porzellanfabrik Rauenstein
- Porzellanmanufaktur Wallendorf
- Porzellanfabrik Tettau
- Porzellanfabrik Arnoldi (Elgersburg)[12]
- Porzellanfabrik Schney
- Porzellanfabrik Gebrüder Schoenau (Hüttensteinach)
- Porzellanfabrik Swaine & Co. (Hüttensteinach)
- Porzellanfabrik Hermann Hutschenreuther Probstzella
- Rheinische Porzellanfabrik Mannheim
- Porzellanfabrik Wirz & Riffart (Köln)

### Strohhalmdekor
Die Muster dieser Art stammen von den folgend genannten Unternehmen.
- Porzellanmanufaktur Fürstenberg
- Porzellanfabrik E. Teichert
- Porzellanfabrik August Rappsilber Königszelt
- Porzellanfabrik Kalk (Köln)
- Rheinische Porzellanmanufaktur Oberkassel
- Porzellanfabrik F. A. Reinecke Eisenberg (Thüringen)
- Porzellanfabrik Moschendorf
- Porzellanfabrik Wilhelm Jäger Eisenberg (Thüringen)
- Joseph Hohmann Porzellanfabrik
- Porzellanfabrik Carl Schumann Arzberg (Oberfranken)
- Porzellanfabrik E. Mühlenfeld Eisenberg (Thüringen)
- Porzellanfabrik Lorenz Hutschenreuther
- Porzellanfabrik Hermann Ohme Niedersalzbrunn
- Porzellanfabrik C + E Carstens Reichenbach (Thüringen)
- Porzellanfabrik Duisdorf
- Porzellanfabrik Stadtlengsfeld
- Porzellanfabrik Striegau
- Porzellanfabrik Gebrüder Simson
- Porzellanfabrik Oscar Schaller & Co. Nachf.
- Porzellanfabrik Gareis, Kühnl & Co. (Waldsassen)
- Porzellanfabrik Gebrüder Metzel in Könitz

### Indisch Blau
Dieser Name steht für eines der traditionellen Porzellandekore, das Vorbild waren im 18. Jahrhundert Dekore chinesischen Porzellans.
Ab ca. 1930 ist Indisch Blau, bzw. ab 1950 Indischblau, die offizielle Händlerbezeichnung für dieses Muster. Wie weitere Bezeichnungen des Strohblumenmusters ist hier die Musterfarbe Blau und der Bezug zur Herkunft der Musters, Indianische Blumen, namensgebend. Dieser Dekor wurde von über 100 Herstellern verwendet, beispielsweise Winterling, Arzberg, Bareuther & Co. AG (Waldsassen), Porzellanfabrik Johann Kronester, Königlich Tettau, Annaburg Porzellan.

### Friesisch Blau
Eine Abwandlung ist das August Warnecke Dekor, auch „Friesisch Blau“ oder „Dresmer Blau“, bei dem die jeweilige Blüte in der Mitte, ähnlich wie beim Zwiebelmuster, hellblau unterlegt ist. Die Formen variieren von kreisrund bis achteckig. Bei Kannen und Tassen wird bis in die heutige Zeit neben einer glatten Oberfläche geripptes Porzellan verwendet. Von anderen Firmen angepasste Formen des Dekors sind allgemein als Friesenmuster bezeichnet.

### Blau Saks
Die Bezeichnung Blau Saks oder Blauw Saks (Blauer Sachse) wurde beispielsweise benutzt als der VEB Vereinigte Porzellanwerke Kahla Teile seiner Produktion in die Niederlande exportierte.

## Belege
1. ↑  Leuchs' Adressbuch der Export-Geschäfte vom Deutschen Reich, Nürnberg 1883, S. 156.
2. ↑  Adressbuch der keramischen Industrie 1906, Verlag: Müller & Schmidt, S. 176.
3. ↑  Ludwig Schnorr von Carolsfeld: Porzellan der europäischen Fabriken des 18. Jahrhunderts, Verlag C. Schmidt, 1912, S. 250.
4. ↑  Adressbuch der keramischen Industrie 1906, Verlag: Müller & Schmidt, S. 254.
5. ↑  Adressbuch der keramischen Industrie 1906, Verlag: Müller & Schmidt, S. 168.
6. ↑  Adressbuch der keramischen Industrie. Verlag Müller & Schmidt, 1906, S. 254.
7. 1 2  Keramische Rundschau. Band 18, Verlag Keramische Rundschau, Berlin 1910, S. 120.
8. ↑  Ellen Mey: Die Porzellanfabrik Moschendorf 1878-1957, Nordoberfränkischer Verein für Natur-, Geschichts- und Landeskunde, Hof 1996, ISBN 3-928626-26-4, S. 66–68.
9. ↑  Ludwig Danckert: Handbuch des Europäischen Porzellans. Neuausgabe 1992, Prestel-Verlag, München, ISBN 3-7913-1173-5, S. 242.
10. ↑  L. Bøling: Das Strohblumenmuster, Forschung u. Erfassung. Rulstorp 1989.
11. ↑  Porzellanland Schlesien, Schlesisches Museum zu Görlitz, Görlitz, 2022.
12. ↑  Leuchs' Adressbuch der Export-Geschäfte vom Deutschen Reich, Nürnberg 1883, S. 156.
13. ↑  Ludwig Danckert: Handbuch des Europäischen Porzellans, Neuausgabe 1992, Prestel-Verlag, München, ISBN 3-7913-1173-5, S. 243.
14. ↑  Ludwig Danckert: Handbuch des Europäischen Porzellans, Neuausgabe 1992, Prestel-Verlag, München, ISBN 3-7913-1173-5, S. 241.
15. ↑  Ludwig Danckert: Handbuch des Europäischen Porzellans, Neuausgabe 1992, Prestel-Verlag, München, ISBN 3-7913-1173-5, S. 243.